# Europäische Hochschulmeisterschaften im Badminton
Die Europäischen Hochschulmeisterschaften im Badminton bzw. die European Universities Games (EUG) sind die kontinentalen Titelkämpfe der Studenten in dieser Sportart.
Die Meisterschaften im Badminton (European Universities Badminton Championship) werden seit 2004 jährlich ausgerichtet.
Ab 2012 werden diese im Wechsel mit den zweijährlich stattfindenden European Universities Games ausgerichtet. Das Sportartenprogramm der EUG umfasst als Kernsportarten Basketball, Fußball, Futsal, Handball, Volleyball, Badminton, Tennis und Tischtennis sowie zwei weitere Sportarten, die aus den folgenden vier Sportarten vom Ausrichter bestimmt werden: Beach-Volleyball, Golf, Rudern, Rugby 7’s.
Veranstalter ist die European University Sports Association (EUSA) mit Sitz in Ljubljana (Slowenien).
Insgesamt hat die 1999 in Wien gegründete EUSA 45 Hochschulsportverbände als Mitglieder und trägt Europameisterschaften in 17 Sportarten aus (Stand 2012).
Deutschland ist durch den Allgemeinen Deutschen Hochschulsportverband (ADH) Mitglied in der EUSA.
Im Badminton werden Europäische Hochschulmeisterschaften in den fünf Einzeldisziplinen (Herren-, Dameneinzel, Herren-, Damendoppel, Mixed) und im Teamwettbewerb (im Sudirman-Cup-Modus) ausgetragen.
Im Gegensatz zu den Welthochschulmeisterschaften müssen bei der EM die teilnehmenden Mannschaften und Doppel jeweils von einer Universität kommen. Bis 2006 hatte der meldende Hochschulsportverband die Möglichkeit statt einer Uniauswahl eine Studentennationalmannschaft zu stellen.

## Austragungsorte
| Nr.    | Jahr | Datum                      | Ort              |
| ------ | ---- | -------------------------- | ---------------- |
| 1. EM  | 2004 | 23. bis 26. September 2004 | Krakau           |
| 2. EM  | 2005 | 27. bis 30. Oktober 2005   | Mainz            |
| 3. EM  | 2006 | 12. bis 16. Juni 2006      | Lissabon         |
| 4. EM  | 2007 | 12. bis 17. November 2007  | Sankt Petersburg |
| 5. EM  | 2008 | 9. bis 13. September 2008  | Krakau           |
| 6. EM  | 2009 | 20. bis 24. Juni 2009      | Genf             |
| 7. EM  | 2010 | 16. bis 20. Juni 2010      | Nancy            |
| 8. EM  | 2011 | 21. bis 25. Juni 2011      | Charkiw          |
| 9. EM  | 2013 | 6. bis 11. Mai 2013        | Uppsala          |
| 10. EM | 2015 | 30. Aug. bis 6. Sep. 2015  | Warschau         |
| 11. EM | 2017 | 25. Juni bis 2. Juli 2017  | Ljubljana        |
| 12. EM | 2019 | 23. bis 29. Juni 2019      | Łódź             |
| 13. EM | 2023 | 13. bis 19. Juli 2023      | Miskolc          |

## Titelträger
| Jahr | Herreneinzel                                             | Dameneinzel                                             | Herrendoppel                                                           | Damendoppel                                                             | Mixed                                                                   | Mannschaft                               |
| ---- | -------------------------------------------------------- | ------------------------------------------------------- | ---------------------------------------------------------------------- | ----------------------------------------------------------------------- | ----------------------------------------------------------------------- | ---------------------------------------- |
| 2004 | Luka Petrič Universität Ljubljana                        | Maja Tvrdy Universität Ljubljana                        | Aleš Murn Luka Petrič Universität Ljubljana                            | Maja Tvrdy Maja Kersnik Universität Ljubljana                           | Luka Petrič Maja Kersnik Universität Ljubljana                          | Universität Ljubljana                    |
| 2005 | Marcel Reuter Universität des Saarlandes                 | Mariya Martynenko Universität Charkiw                   | Michael Fuchs Roman Spitko Universität des Saarlandes                  | Paulina Matusewicz Małgorzata Kurdelska AZS Polen                       | Wojciech Szkudlarczyk Paulina Matusewicz AZS Polen                      | AZS Polen                                |
| 2006 | Jan Fröhlich Karls-Universität Prag                      | Evgenia Dimova Staatliche Universität des Fernen Ostens | Evgeny Dremin Alexey Vasiliev Staatliche Universität des Fernen Ostens | Angelika Węgrzyn Małgorzata Kurdelska AZS Polen                         | Evgeny Dremin Evgenia Dimova Staatliche Universität des Fernen Ostens   | Staatliche Universität des Fernen Ostens |
| 2007 | Jens Roch WG Saarbrücken                                 | Elena Prus Universität Charkiw                          | Viktor Maljutin Nikolai Ukk FINEC St. Petersburg                       | Valeria Rojdestvenskaya Ksenia Polikarpova FINEC St. Petersburg         | Alexey Vasiliev Evgenia Dimova Staatliche Universität des Fernen Ostens | WG Hamburg                               |
| 2008 | Przemysław Wacha Akademia Humanistyczno-Ekonomiczna Łódź | Kamila Augustyn Akademia Humanistyczno-Ekonomiczna Łódź | Rafał Hawel Przemysław Wacha Akademia Humanistyczno-Ekonomiczna Łódź   | Małgorzata Kurdelska Natalia Pocztowiak AWF Wrocław                     | Adam Cwalina Małgorzata Kurdelska AWF Wrocław                           | Akademia Humanistyczno-Ekonomiczna Łódź  |
| 2009 | Przemysław Wacha Akademia Humanistyczno-Ekonomiczna Łódź | Olga Konon Akademia Humanistyczno-Ekonomiczna Łódź      | Oliver Roth Peter Käsbauer WG Saarbrücken                              | Olga Konon Agnieszka Wojtkowska Akademia Humanistyczno-Ekonomiczna Łódź | Tom Armstrong Jenny Day Loughborough University                         | Akademia Humanistyczno-Ekonomiczna Łódź  |
| 2010 | Dmytro Zavadsky Universität Charkiw                      | Sashina Vignes Waran Universität Straßburg              | Vitaliy Konov Dmytro Zavadsky Universität Charkiw                      | Olga Konon Agnieszka Wojtkowska Akademia Humanistyczno-Ekonomiczna Łódź | Rafał Hawel Kamila Augustyn Akademia Humanistyczno-Ekonomiczna Łódź     | Akademia Humanistyczno-Ekonomiczna Łódź  |
| 2011 | Dmytro Zavadsky Universität Charkiw                      | Kim Buss Universität Duisburg-Essen                     | Vitaliy Konov Dmytro Zavadsky Universität Charkiw                      | Elena Prus Anna Kobceva Universität Charkiw                             | Evgeny Dremin Evgenia Dimova Staatliche Universität des Fernen Ostens   | Staatliche Universität des Fernen Ostens |
| 2013 | Sven Eric Kastens Universität des Saarlandes             | Anika Dörr Universität Duisburg-Essen                   | Mikhail Loktev Vadim Novoselov Staatliche Universität Saratow          | Anika Dörr Laura Wich Universität Duisburg-Essen                        | Anton Kaisti Sanni Rautala Universität Helsinki                         | Universität Helsinki                     |
| 2015 | Mateusz Dubowski Universität Opole                       | Özge Bayrak Bursa Uludağ Üniversitesi                   | Mateusz Dubowski Paweł Pietryja Universität Opole                      | Neslihan Yiğit Özge Bayrak Bursa Uludağ Üniversitesi                    | Paweł Pietryja Aneta Wojtkowska Universität Opole                       | Bursa Uludağ Üniversitesi                |
| 2017 | Alexander Roovers                                        | Neslihan Yiğit                                          | Bruno Carvalho Tomás Nero                                              | Özge Bayrak Cemre Fere                                                  | Paweł Pietryja Aneta Wojtkowska                                         | Bursa Uludağ Üniversitesi                |
| 2019 | Jan Louda                                                | Lilian Yang                                             | Ahmetcan Oruç Yusuf Yaşar                                              | Lea Maria Müller Ronja Stern                                            | John Torjussen Emily Westwood                                           | University of Nottingham                 |
| 2023 | Harry Huang University of Nottingham                     | Maria Stoliarenko Universität Straßburg                 | Harry Goode Samuel Smith University of Nottingham                      | Sian Kelly Miu Lin Ngan University of Nottingham                        | Samuel Smith Sian Kelly University of Nottingham                        | University of Nottingham                 |